# Горобине насіння
Горобине насіння (Buglossoides) — рід квіткових рослин з родини шорстколистих (Boraginaceae). Рід містить 6 видів, які мають рідний ареал у Північній Африці та Євразії; натуралізовано росте Північній і південній Америці, Австралії й Новій Зеландії, Африці.

## Види
- Buglossoides arvensis (L.) I.M.Johnst.
- Buglossoides czernjajevii (Klokov & Des.-Shost.) Czerep.
- Buglossoides glandulosa (Velen.) R.Fern.
- Buglossoides incrassata (Guss.) I.M.Johnst.
- Buglossoides minima (Moris) R.Fern.
- Buglossoides tenuiflora (L.f.) I.M.Johnst.